# Wierchliczka
Wierchliczka (963 m, 943 m, słow. Vrchriečky) – szczyt w grzbiecie głównym Małych Pienin, położony pomiędzy przełęczą Rozdziele a Watriskiem. Jest najdalej na wschód wysuniętym szczytem polskich Małych Pienin. Sam jego wierzchołek zwany jest Skałką. Przebiega przez niego granica słowacko-polska. Południowe, słowackie zbocza Wierchliczki są porośnięte lasem i wchodzą w skład PIENAP (słowackiego pienińskiego parku narodowego). Po północnej, polskiej stronie pod szczytem znajduje się duża łąka Zapustek z widokami na Beskid Sądecki. Dalej niewielki pas lasu i znów duże i odkryte zbocze (łąka Brysztan) opadające do doliny Biała Woda. Zarówno polana, jak i odkryte zbocza w okolicach przełęczy Rozdziele to dawne pola uprawne nieistniejącej już wsi Biała Woda. Po wojnie i wysiedleniu zamieszkujących ją Łemków pola zostały wielkim nakładem kosztów zmeliorowane, założono na nich socjalistyczna spółdzielnię i hodowlę owiec. Wybudowano dużą bacówkę, która okazała się niepraktyczna i nie była używana. Obecnie pod lasem w okolicach przełęczy Rozdziela istnieją jej niszczejące ruiny. Na wielkich połoninach Zapustek i Brysztan wypasane są owce i krowy przez baców z Podhala. Część pól uprawnych w grzbiecie od Wierchliczki do Wysokiej zostało zalesione modrzewiami, sosną i świerkiem.
Północne zbocza Wierchliczki odwadniane są przez Potok Brysztański, który na obszarze rezerwatu przyrody Biała Woda uchodzi do potoku Biała Woda. Nazwa szczytu pochodzi od spływającego po jego południowych zboczach słowackiego potoku Riečka (słowacka nazwa szczytu po dosłownym przetłumaczeniu na język polski brzmi Wierchrzeczka). Polskie zbocza Wierchliczki znajdują się w miejscowości Jaworki w województwie małopolskim, w powiecie nowotarskim, w gminie miejsko-wiejskiej Szczawnica.
Wierchliczka jest szczytem zwornikowym. W południowo-wschodnim kierunku odchodzi od niej długi grzbiet, który po słowackiej stronie ciągnie się poprzez Faklówkę i Wielką Górę (801 m) do miejscowości Jarzębina. Znajdująca się na nim Wielka Góra jest najdalej na wschód wysuniętym wzniesieniem Pienin.
Z rzadkich w Polsce gatunków roślin na Wierchliczce rośnie oset pagórkowy.

## Szlaki turystyki pieszej
– od Drogi Pienińskiej grzbietem Małych Pienin przez Szafranówkę, Łaźne Skały, Cyrhle, Wysoki Wierch, Durbaszkę, Wysoką, Wierchliczkę, przełęcz Rozdziele do Przełęczy Gromadzkiej w Beskidzie Sądeckim. Szlak nie prowadzi przez sam szczyt Wierchliczki, lecz nieco poniżej niego, po północnej, polskiej stronie przez polanę Podskałkę.

## Przypisy

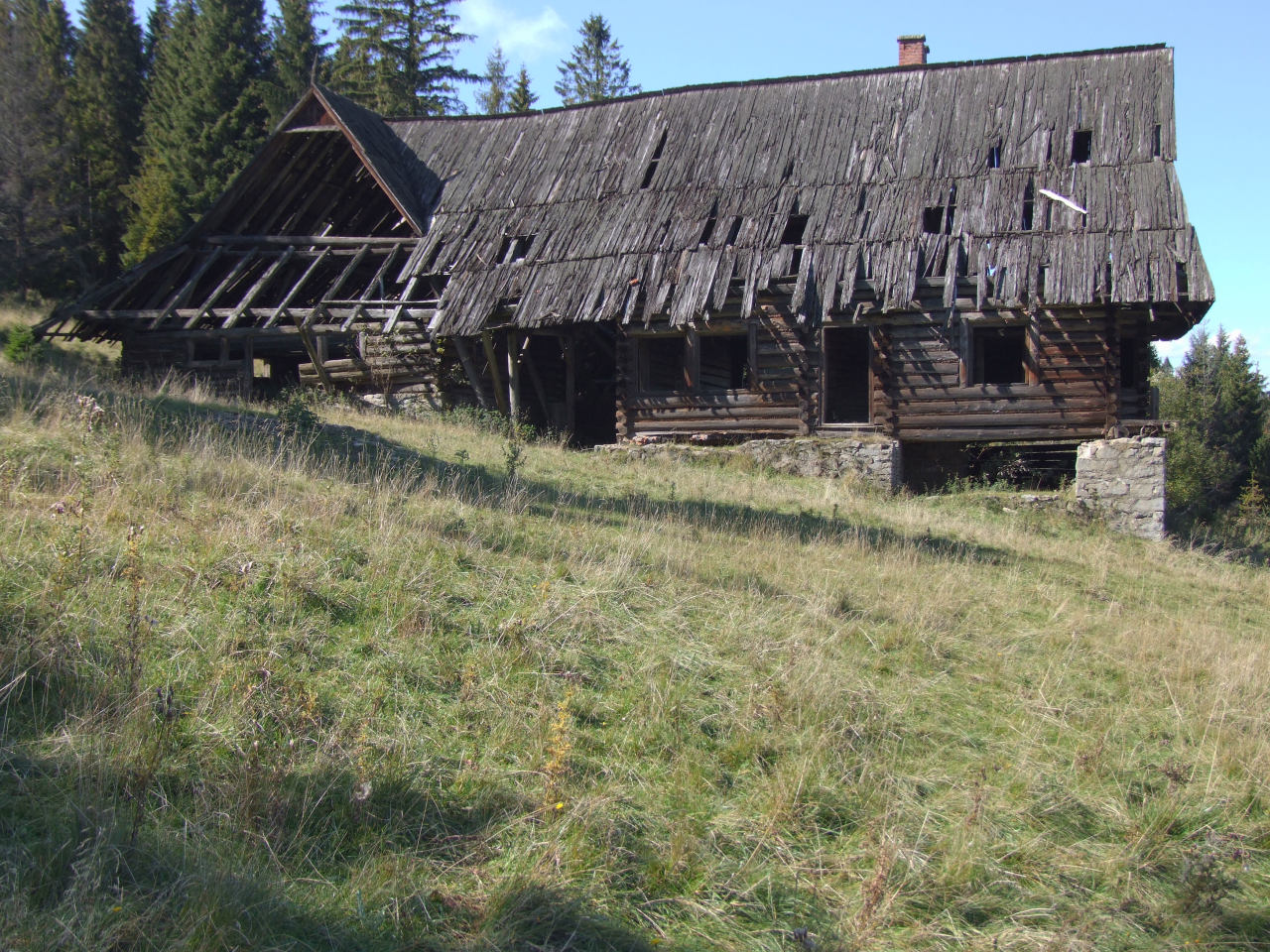
Ruiny bacówki pod Wierchliczką
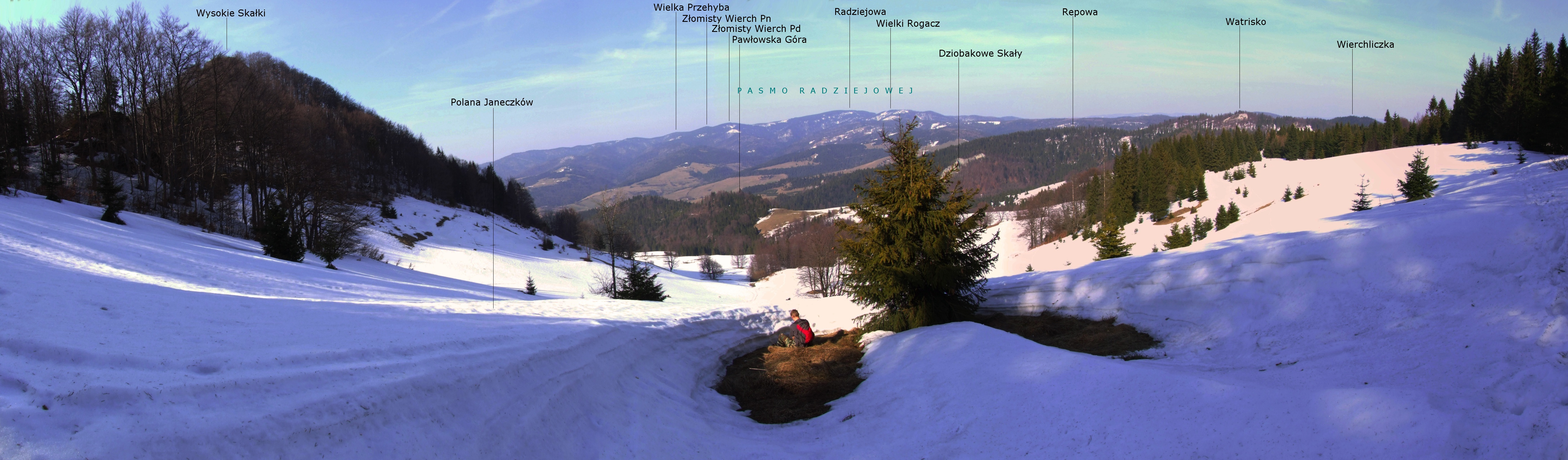
Widok na Wierchliczkę spod Wysokich Skałek
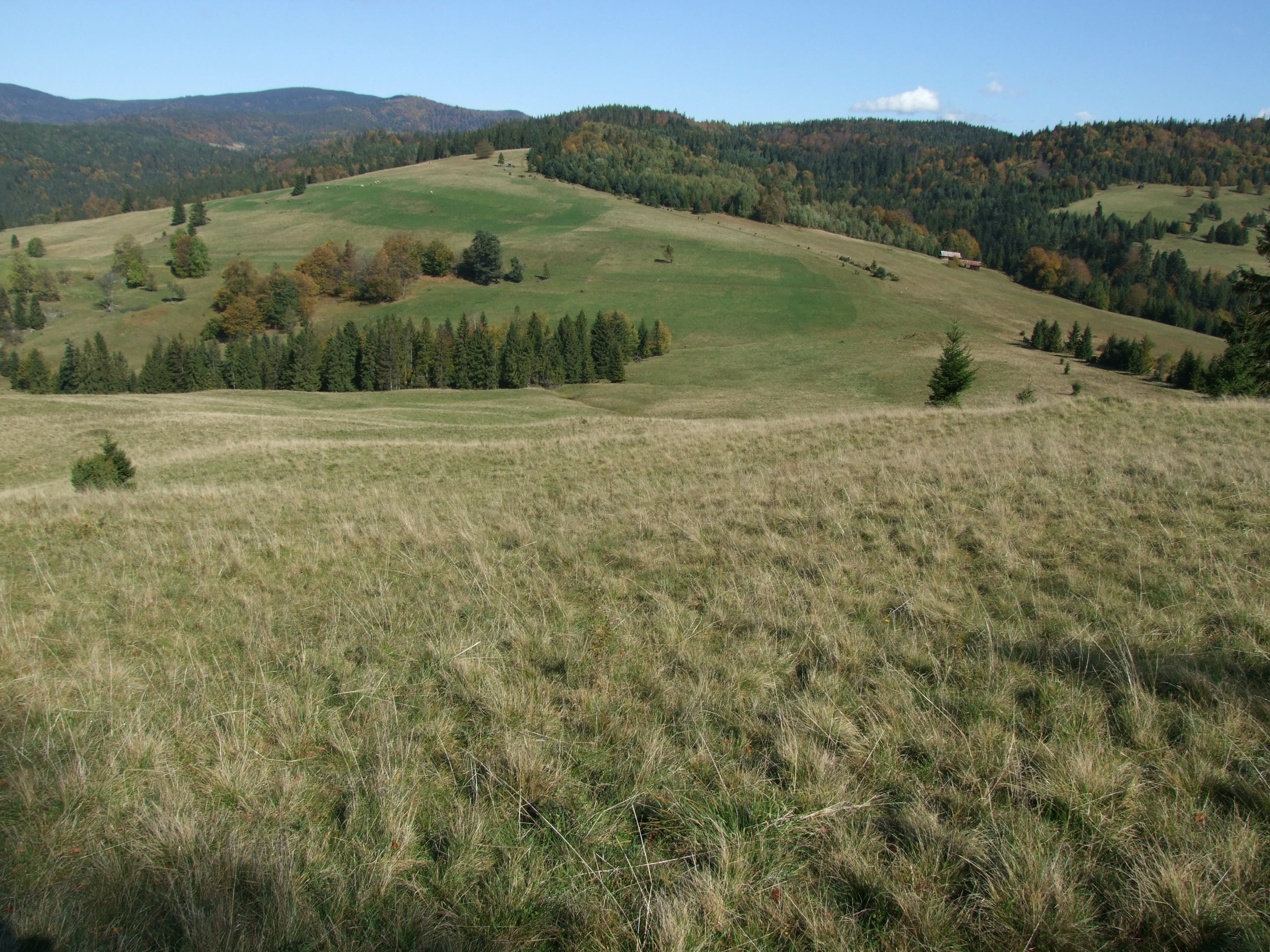
Widok spod Wierchliczki na przełęcz Rozdziela i Beskid Sądecki